# Quirino Majorana
Pour les articles homonymes, voir Majorana.

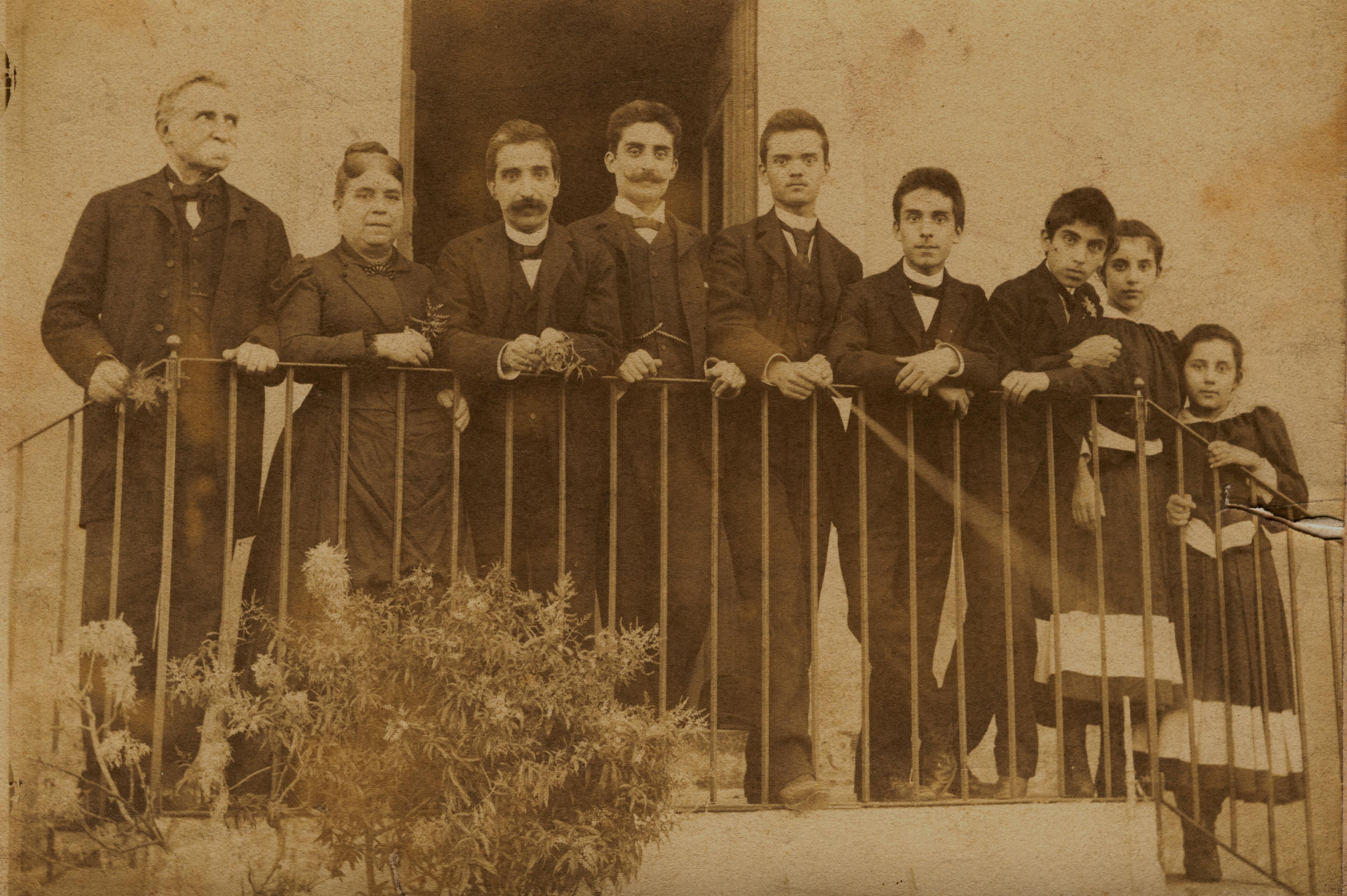
Famille Majorana, ca. 1885-1890. À partir de la gauche : 5e, Quirino (1871-1957) ; 7e, Fabio (1875-1934), futur père d'Ettore Majorana (1906-présumé mort ap. 1959).

Quirino Francesco Valentino Majorana (28 octobre 1871 - 31 juillet 1957) est un chercheur en physique expérimentale italien qui a travaillé sur un grand nombre de thématiques au cours de sa longue carrière de professeur de physique aux universités de Rome, Turin (1916-1921) et Bologne (1921-1934).

## Travaux
Majorana a réalisé de 1918 à 1922 une longue série d'expériences sur l'absorption gravitationnelle, qui n'ont jamais pu être reproduites. Les expériences de Majorana suggéraient que le mercure ou le plomb autour d'une sphère de plomb suspendue agissait comme un écran et diminuait légèrement l'attraction gravitationnelle de la Terre. Aucune tentative n’a été faite pour reproduire ses résultats en utilisant les mêmes techniques expérimentales. D'autres chercheurs ont conclu, à partir d'autres données, que si l'absorption gravitationnelle existait, elle devait être au moins cinq degrés de magnitude plus faible que ce que suggéraient les expériences de Majorana.
Critique à l'égard de la théorie de la relativité d'Albert Einstein, Majorana a essayé sans succès de réfuter le postulat de ce dernier sur la constance de la vitesse de la lumière, ses expériences confirmant par conséquent le postulat d'Einstein,. Majorana a également confirmé avec une grande précision la loi de la gravitation universelle d’Isaac Newton,,.
Ses travaux ultérieurs à Bologne furent influencés par sa correspondance avec son neveu Ettore Majorana (1906–1938), un autre physicien de grand renom,.